# 역학 (물리학)
역학(力學, 문화어: 력학, 고대 그리스어: Μηχανική, 영어: mechanics)은 물리학의 한 분야로, 외력을 받고 있는 물질의 정지 또는 운동 상태를 설명하고 예측하는 자연 과학이다. 역학에는 여러 하위 분야가 있으며, 크게 보아 고전역학과 양자역학으로 구분할 수 있다.

## 역사
인류는 선사 시대부터 이미 빗면, 바퀴, 지레, 도르래와 같은 단순 기계를 도구로 사용하여 왔다. 고대에 들어 여러 문화에서는 역학 지식을 이용한 여러 기술들을 발전시켰다. 고대 그리스의 아르키메데스와 같은 학자들은 아르키메데스 나선양수기 나 아르키메데스 갈고리와 같은 기계를 만들기도 하였다.
12 세기의 아랍 과학자인 이븐 알하이삼이 광학을 연구하면서 과학적 방법을 도입하여 관찰을 바탕으로한 과학 이론을 발전시켰고, 갈릴레오 갈릴레이는 수리 모형(數理 模型)을 이용하여 물체의 운동을 예측하였다. 아이작 뉴턴이 고전 역학을 정립하였고, 이후 다양한 분야의 역학이 발전하게 되었다.
20세기 들어 고전역학으로는 해결할 수 없는 현상들을 설명하기 위한 역학 이론들이 만들어졌는데, 상대성이론과 양자역학과 같은 것들이 있다.

## 역학의 종류
역학에는 여러 하위 분야가 있으며, 크게 보아 고전역학과 양자역학으로 구분할 수 있다. 보다 자세하게는 다음의 분야로 나눌 수 있다. 물리학에서는 고전역학, 전자기학, 양자역학, 열역학을 4대역학이라 칭한다.
- 고전 역학: 원자보다 상대적으로 크고 빛의 속력에 비해 아주 느리게 운동하는 물체의 운동을 다룬다.
- 상대성 이론: 빛의 속력과 비슷한 속력으로 움직이는 경우를 포함하여 모든 가능한 속력으로 움직이는 물체를 다룬다.
- 전자기학: 전기, 자기와 그것의 장을 다룬다.
- 열역학: 열, 일, 온도 및 다수의 입자로 이루어진 계의 통계적 성질을 다룬다.
- 양자역학: 미시적 수준에서의 물질의 성질을 거시적 측정값과 연결시키는 이론의 집합이다.

## 고전 역학
고전 역학은 아이작 뉴턴의 운동 법칙을 기반으로한 뉴턴 역학에서 시작하여, 조제프루이 라그랑주와 윌리엄 로언 해밀턴 등에 의해 발전된 역학이다. 고전 역학에서는 물체를 좌표계에 표시할 수 있는 하나의 입자로 간주한다. 고전 역학은 일정한 질량을 갖는 물체에 어떠한 힘이 가해질 때 변화하는 변위에 대해 수리 모형을 사용하여 예측한다. 갈릴레오 갈릴레이 등의 과학자들은 고전 물리학이 성립되기 이전에 이미 수리 모형으로 물체의 운동을 예측하고 있었다. 아이작 뉴턴은 수리 모형으로 뉴턴 운동 법칙을 완벽히 기술하여 고전 역학을 완성하였다.
하지만 19세기 말, 20세기 초에 들어오면서 고전역학체계로 해석할 수 없는 현상들이 생겼는데 양자역학이 고전역학보다 적용범위가 더 넓었기 때문이었다.
더나아가 고전역학, 양자역학 다음으로 상대론적 양자역학이 등장함에 따라 모든 세계를 다룰 수 있게 되었다.

### 뉴턴 역학

#### 뉴턴 운동 법칙
뉴턴 운동 법칙은 물체의 운동을 다루는 세 개의 물리 법칙으로, 고전 역학의 바탕을 이루고 있다. 뉴턴의 운동 법칙은 다음과 같다.
- 관성의 법칙 : 물체의 질량 중심은 외부 힘이 작용하지 않는 한 일정한 속도로 움직인다.
- 가속도의 법칙: 물체의 운동량의 시간에 따른 변화율은 그 물체에 작용하는 알짜힘과 (크기와 방향에 있어서) 같다.
- 작용과 반작용의 법칙: 물체 A가 다른 물체 B에 힘을 가하면, 물체 B는 물체 A에 크기는 같고 방향은 반대인 힘을 동시에 가한다.

고전 역학에서 다루는 원 운동, 타원 운동, 포물선 운동, 쌍곡선 운동, 자유낙하, 진동자 등 여러 가지 종류의 운동은 결국 뉴턴의 운동 법칙으로 종합된다.

### 동역학
동역학(Dynamics)은 공대에서 말하는 4대역학(유체역학, 열역학, 고체역학, 동역학)중 하나로  물체 사이에 작용하는 힘과 물체의 운동과의 관계를 연구하는 학문이다. 동역학은 고등학교 물리1, 물리2의 역학의 상위호환이며 일반적으로 대학교(한국)에서는 동역학은 물리학보다는 기계공학에서 많이 쓰인다. 현대의 기계는 매우 복잡한 메커니즘으로 돌아가는데, 그 구동 과정에서 필연적으로 진동이 발생하게 되는데 이를 분석하고 제어하기 위한 동역학과 그의 심화 버전인 기계진동학이 있다.

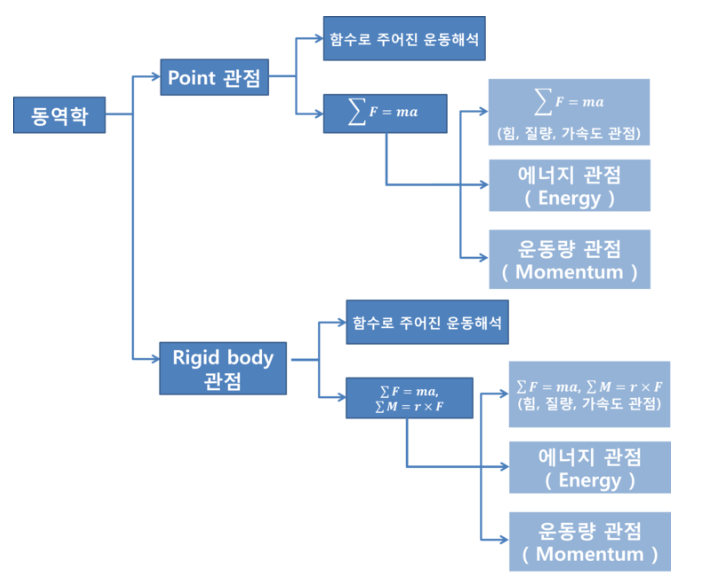
동역학의 세부사항을 도식적으로 보여준 시각자료

동역학을 연구한 학자들은 갈릴레오 갈릴레이, 크리스티안 하위헌스, 아이작 뉴턴, 고트프리트 빌헬름 라이프니츠, 레온하르트 오일러, 막스 플랑크, 알베르트 아인슈타인, 헨리 캐번디시 등이 있다.

#### 정역학

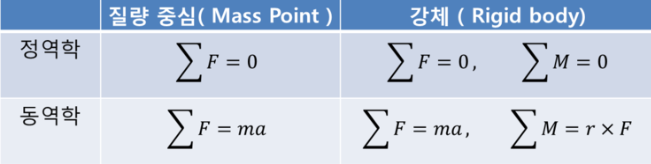
정역학과 동역학

관성력이 없는 상태에서 정지한 물체에 작용하는 힘과 이에 따른 변형을 연구하는 학문으로 동역학과의 연관이 깊다.

#### 운동학
운동학은 입자나 물체 또는 다수의 물체가 모여 이루어진 계의 운동을 다루는 고전 역학의 하위 학문이다. 운동학은 운동의 양상만을 다루고 운동이 일어나는 원인에 대해서는 고려하지 않는다.
운동학은 동역학의 하위 분야로 다뤄지기도 한다. 이 경우엔 흔히 운동 기하학이라고도 불린다. 운동학은 물체의 이동을 입자의 궤적이나 선 등으로 나타낸다. 물체의 이동에 따라 측정되는 속력이나 가속도등도 기하학적으로 나타낼 수 있다. 운동학은 천체물리학에서 천체의 움직임을 나타내는 것부터, 기계공학에서 부품의 움직임을 예측하거나 로봇공학에서 로봇팔의 움직임을 설계하는 일, 그리고 생체 역학에서 골격의 움직임을 설명하는 등 다양한 분야에서 쓰인다.

### 해석 역학
1788년 프랑스의 수학자이자 과학자인 조제프루이 라그랑주는 《해석역학》을 발표하여 뉴턴 운동 법칙의 수리 모형을 발전시켜 라그랑주 역학을 수립하였으며, 1833년 아일랜드의 윌리엄 로언 해밀턴은 라르랑주 역학을 토대로 고전 역학의 계를 운동량으로 이루어진 위상 공간으로 나타내는 해석 역학인 해밀턴 역학을 정리하였다.

## 상대론적 역학

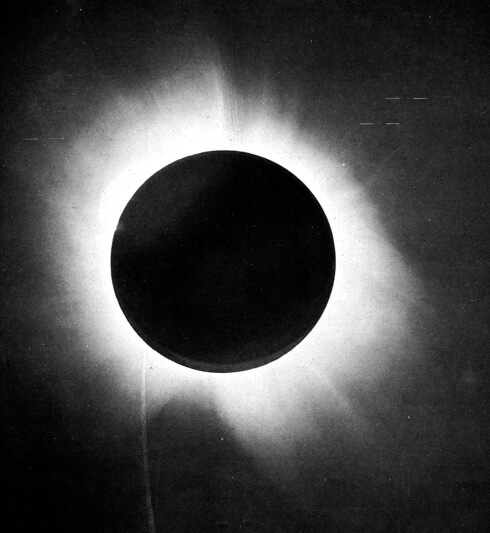
1919년 5월 29일 아서 에딩턴이 관측한 개기일식의 사진. 중력 렌즈 현상이 관찰되어 일반 상대성 이론이 입증되었다. 사진에서 태양 주위에 보이는 띠 모양의 빛들이 중력 렌즈 현상이다.

고전 역학은 원자보다 크고 빛의 속력보다 매우 느린 물체의 운동에 대해서는 정확히 예측할 수 있으나, 빛이 속력과 가까운 물체의 운동에 대해서는 통용되지 않는다. 예를 들어 수백만 볼트의 전위차에 의해 생성된 전자기장에 놓인 전자의 운동은 고전 역학이 예측하는 바와 같이 무한정 힘에 비례하여 속력이 커지지는 않는다. 고전 역학의 운동 이론을 적용하면 전자의 운동 에너지가 네 배가 될 때 전자의 속력은 빛의 속력의 1.98 배에 이르러야 하나 실제로는 0.99 배로서 여전히 빛의 속력보다 작다. 알베르트 아인슈타인은 상대성 이론을 수립하여 시공간 자체가 절대적이지 않다는 설명으로 이러한 모순을 해결하였다. 이로써 현대 물리학은 {\displaystyle v=0}에서 {\displaystyle v=c}(c는 빛의 속력)에 이르는 모든 속력 범위에 대한 물체의 운동을 예측할 수 있게 되었다. 상대성 이론의 수리 모형은 물체의 속력이 느린 경우에 뉴턴 역학의 식으로 환원된다. 즉, 뉴턴 역학은 상대성 이론의 특수한 경우라고 설명될 수 있다.

### 특수 상대성 이론
1905년 아인슈타인은 〈움직이는 물체의 전기역학에 대하여〉(독일어: Zur Elektrodynamik bewegter Körper)를 발표하였다. 아인슈타인은 이 논문에서 서로 다른 속력을 갖는 물체와 관찰자 사이의 상대 운동에 대한 새로운 이론을 제시하였다. 이 논문에서는 시간과 공간이 기존의 고전 역학에서 다루는 것과 같은 정적인 독립 변수가 아니라 서로 결합된 4차원 벡터인 시공간으로서 다루어진다. 또한, 빛과 같은 질량이 없는 입자를 내보내는 물체와 관찰자가 서로 어떠한 상대 운동을 하던지 빛의 속력은 이와 무관하게 늘 일정함을 밝혔다. 이 두 가지 사항에 따라 서로 다른 관성계에 놓인 물체와 관찰자 사이의 거리,시간 등의 측정값은 상대 운동의 속력에 따라 변할 수 있다는 결론에 도달하게 된다.
특수 상대성 이론의 예측은 이후 정밀한 실험을 통해 입증되었다.

### 일반 상대성 이론
아인슈타인이 1915년 발표한 일반 상대성 이론은 특수 상대성 이론에 중력을 포함시켜 일반화 한 것이다. 일반 상대성 이론에서는 중력을 시공간의 곡률로 해석한다. 즉, 관찰자의 입장에서 보면 시공간 자체가 늘어나거나 줄어드는 것처럼 보이게 된다. 아인슈타인은 이러한 이론을 바탕으로 중력 렌즈 현상을 예측하였고, 1919년 5월 29일 아서 에딩턴이 개기일식을 관측하면서 이를 확인하였다. 아서 에딩턴은 이듬해인 1920년 자신의 관찰 결과가 일반 상대성 이론에 부합한다는 논문을 발표하였다.

## 열역학

19세기 증기선에 사용된 삼단팽창엔진은 열역학 계의 전형적인 사례이다.

열역학은 거시적인 물체들 사이의 열 에너지 전달을 온도와 관련지어 설명하는 학문이다. 열역학에서는 물질을 구성하는 분자의 구조와 같은 미시적인 것에는 관심을 두지 않는 대신 거시적으로 계의 상태를 온도, 부피, 압력 등의 변수로서 기술한다.
열역학에서 다루는 계를 열역학 계라고 한다. 열역학 계는 우주 전체 가운데 지금 고찰하고 있는 현상에 관여하는 계만을 구분짓는 개념이다. 예를 들어 자동차 엔진의 운동을 생각할 때 엔진의 운동에 관여하는 에너지의 공급과 사용, 그리고 그에 따른 피스톤의 운동과 같은 것만을 고려하여 하나의 계로 생각할 수 있을 것이다. 이렇게 설정된 계 이외의 나머지 우주는 환경또는 외부라고 한다. 일반적으로 열역학 계 안에는 무수히 많은 입자들을 포함하므로 계 전체의 온도나 부피, 압력 등을 고려할 때, 입자 하나 하나의 상태를 관찰하는 것은 불가능하다. 따라서 열역학은 계 내부에 포함되는 입자들 총체에 대해 통계적인 방법으로 기술하게 된다. 계 전체의 상태를 나타내는 변수로는 앞서 말한 온도, 부피, 압력 외에 엔트로피가 있다. 이렇게 계의 상태를 통계적으로 살피는 역학을 통계 역학이라고 하는데, 열역학은 통계 역학의 대표적인 분야 가운데 하나이다.
열역학 계는 환경과의 상호작용으로 에너지, 물질을 주고 받는 조건에 따라 열린계, 닫힌계, 고립계로 나뉜다. 열린계는 물질과 에너지 모두를 환경과 주고 받을 수 있는 계이고, 닫힌계는 에너지와 일은 전달되지만 물질은 전달되지 않는 계이며, 고립계는 에너지와 물질 모두 전달되지 않는 계이다. 일반적으로, 외부에서 계로 일과 에너지가 전달되면 계 내부의 에너지가 증가한다. 닫힌 계에서는 내부 물질의 에너지가 커져 온도가 올라가게 되고 열린계에서는 온도가 높은 상태에서 낮은 상태로 에너지와 물질이 이동하게 된다.
열역학 계 내에서 온도에 따른 물질과 에너지의 이동은 열역학 법칙을 따른다. 열역학 법칙은 계 내에서 에너지는 일정하여 새롭게 생성되거나 파괴되지 않고 변환만이 가능하다는 것과, 계는 엔트로피가 최대인 상태일 때 열적 평형상태에 다다르게 된다는 것이다. 흔히 무질서도라고 이해되는 엔트로피는 계의 상태를 나타내는 상태 함수로서 계 내부의 모든 입자가 균등한 상태에 이를 때 최댓값을 갖는다. 예를 들어, 외부와 에너지와 물질이 차단된 고립계에 질량은 같고 온도가 0℃와 100℃로 다른 물을 놓아둔다면 이 두 물이 가장 균등하게 섞이는 상태, 즉 엔트로피가 최대인 50℃가 된다는 것이다. 우주 전체 역시 하나의 고립계로 생각할 수 있으므로 엔트로피가 최대인 상태로 진행하게 된다. 이 때문에, 열역학에 엔트로피 개념을 도입한 루돌프 클라우지우스는 "우주의 에너지는 일정하나 우주의 엔트로피는 최댓값에 도달하려고 한다"라고 표현하였다.

## 양자 역학

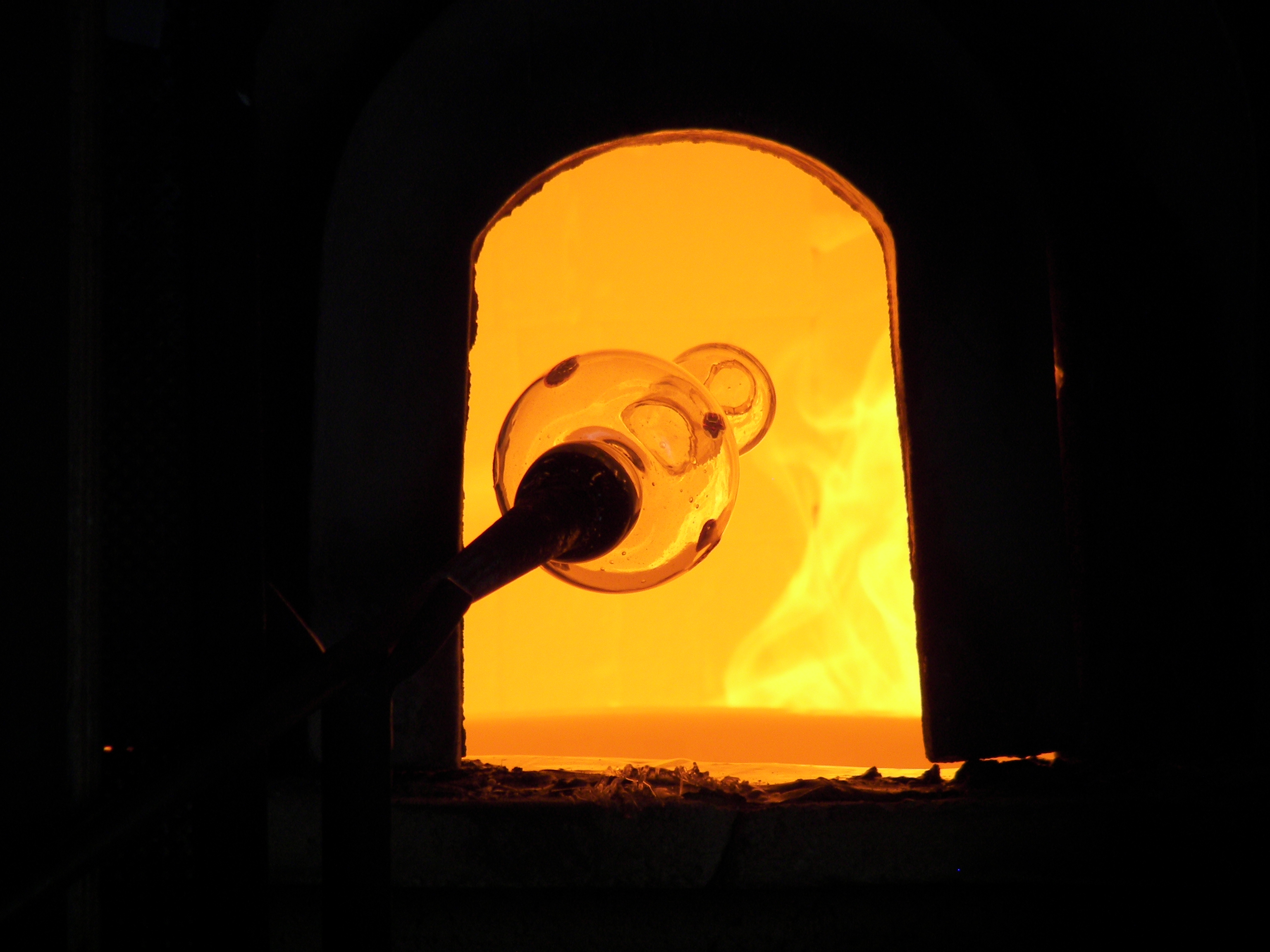
유리 공예에 쓰이는 가마에서 나오는 빛은 흑체 복사의 대표적 사례이다. 가마의 온도는 빛의 색으로 알 수 있다.

흑체 복사에 대한 고전 역학의 예측(점선)과 실제 실험 결과. 긴 파장 구간(그래프 오른쪽)에서는 비교적 고전역학의 예측과 일치하나 짧은 파장에선 그렇지 않다.

양자 역학은 원자이하의 물질들 사이에서 일어나는 상호 작용을 설명하는 역학 이론이다. 원자나 그보다 작은 여러 입자들의 움직임은 거시 세계를 대상으로 하는 고전 역학이 제시하는 물리 법칙이 적용되지 않는다. 20세기 이후 물리학자들은 이런 미시 세계에서 일어나는 상호 작용들을 설명하기 위한 이론을 개발하고 실험을 통해 입증하여 왔다. 양자는 더 이상 나눌 수 없는 물리량의 기본 단위를 뜻한다. 고전 역학에서는 두 물체의 상호작용에 관여하는 에너지를 연속적이며 무한히 작게 나눌 수 있는 것으로 보았지만, 실제 자연에서 물질의 상호 작용에 관여하는 에너지는 일정 크기의 양자를 기준으로 그의 정수배로만 작용하게 된다.
고전 역학에서도 물질이나 전하 같은 입자로 취급할 수 있는 물리량은 양자로서 설명할 수 있다. 그러나, 고전 역학에서는 전자기 복사와 같은 에너지의 흐름은 연속되는 양으로서만 취급한다. 1900년 독일의 물리학자 막스 플랑크는 흑체 복사 실험에서 온도가 높을 때 전자기파의 강도 분포가 고전 역학의 예측과 다른 이유를 에너지가 양자화되어 전달되기 때문이라는 것을 밝혔다. 플랑크는 흑체 복사의 측정 자료와 일치하는 수리 모형을 제시하기 위하여 방출된 빛의 에너지가 훗날 플랑크 상수로 불리게 된 특정한 상수와 진동수를 곱한 값의 정수배로만 주어진다고 가정하였고, 이러한 가정은 여러 차례의 실험을 통하여 잘 들어맞는 것이 확인되었다.
이렇게 에너지의 전달을 설명하기 위해 시작된 양자 역학은 원자에 대한 연구가 진척됨에 따라 원자 이하의 물질들이 보이는 여러 현상을 설명하는 학문으로서 자리잡게 되었다. 1905년 아인슈타인은 광자가 양자화되어 있다는 것을 밝혔고, 1913년 닐스 보어는 수소의 방출 스펙트럼을 양자화된 전자의 에너지 준위로서 설명하였으며, 루이 드 브로이는 운동하는 물체역시 파동으로서 서술할 수 있다는 것을 밝히고 물질파를 도입하였다.

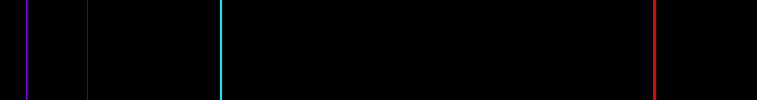
수소의 방출 스펙트럼. 특정 파장이 불연속적인 선으로 나타난다.

1927년 베르너 하이젠베르크는 불확정성 원리를 발표하였다. 운동하는 미시적 입자의 위치와 운동량을 동시에 측정할 수 없다는 불확정성 원리로 인해 원자 이하의 입자에 대한 관찰은 확률에 의할 수 밖에 없다는 것이 밝혀졌다. 원칙적으로 위치의 불확정성과 운동량의 불확정성의 곱은 플랑크 상수보다 작아질 수 없다. 이에 따라 에르빈 슈뢰딩거는 원자핵에 묶인 전자의 움직임을 입자로서 설명하는 것을 버리고, 파동으로서 설명하는 슈뢰딩거 방정식을 수립하였다. 슈뢰딩거 방정식은 하나의 전자가 원자핵 주변에서 점 또는 미소 공간에 존재할 확률을 제시한다. 닐스 보어는 관찰자가 어떠한 방식으로 실험을 하는 지에 따라 물체가 입자 또는 파동의 성질을 보일 수 있다는 상보성 원리로서 불확정성 원리를 설명하였다.
불확정성의 원리와 상보성 원리가 과학적 사실로 받아들여지게 되자, 과학자들은 이것이 우주의 실제와 어떠한 관련이 있는 지를 논의하였다. 코펜하겐 해석은 슈뢰딩거의 고양이와 같이 결정되어 있지 않는 사건은 관측자의 측정과 함께 하나의 사건으로 결정되며 다른 가능한 상태들은 더 이상 일어날 수 없는 일이 된다고 설명한다. 오늘날 양자 역학과 우주의 실제에 대해서는 일반적으로 코펜하겐 해석이 받아들여지고 있으나 다세계 해석과 같은 다른 해석들도 존재한다.

## 같이 보기
- 응용역학
- 동역학계
- 공학
- 운동학
- 정역학

### 내용주
1. ↑  엔트로피라는 말이 한때 잘못된 의미로 알려지면서 많은 오해가 생겨 개념 이해에 주의가 필요하다. - 엔트로피 개념에 대한 이해 보관됨 2013-12-22 - 웨이백 머신

### 참조주
1. ↑  한국물리학회 물리학용어집 https://www.kps.or.kr/content/voca/search.php?page=2&et=en&find_kw=mechanics
2. ↑  대한화학회 화학술어집 https://new.kcsnet.or.kr/?act=&vid=&mid=cheminfo&wordfield=eng&word=mechanics
3. ↑  민인기, 《응용역학》, 동화기술, 2009년, ISBN 89-425-1445-6, 11쪽
4. 1 2  JOHN R.TAYLOR 외, 강희재외 역, 《현대물리학》, 교보문고, 2005년, ISBN 89-7085-543-2, 저자 서문
5. ↑  Casson, Lionel (1971). Ships and Seamanship in the Ancient World. Princeton University Press. ISBN 0-691-03536-9.
6. ↑  Carroll, Bradley W. "Archimedes' Claw – watch an animation". Weber State University. Retrieved 2007-08-12.
7. ↑  Lindberg, David C. (1976), Theories of Vision from al-Kindi to Kepler, University of Chicago Press, Chicago, ISBN 0-226-48234-0, OCLC 185636643 1676198 185636643
8. ↑  곽영직, 《자연과학의 올바른 이해》, 학문사, 1995년, ISBN 89-467-5151-7, 350쪽
9. ↑  자연과학교재연구회, 《인간과 자연과학》, 학문사, 1995년, ISBN 89-467-4069-8, 36쪽
10. ↑  JOHN R.TAYLOR 외, 강희재외 역, 《현대물리학》, 교보문고, 2005년, ISBN 89-7085-543-2
11. ↑  Raymond A. Serway, John W. Jewett, 대학물리학교재편찬위원회 역, 《대학물리학 I》, 북스힐, 2009년, ISBN 978-89-5526-554-5, 1쪽
12. ↑  이종필. 영원한 여행을 떠난 위대한 호모 사피엔스. 시사IN. 2018년 3월 28일.
13. ↑  곽영직, 《자연 과학의 올바른 이해》, 학문사, 1995년, ISBN 89-467-5151-7, 105쪽.
14. ↑  가와바타 료조, 김용성 역, 《재미있는 과학이야기》3권, 광문각, 2007년, ISBN 89-7093-454-5, 127쪽
15. ↑  Edmund Taylor Whittaker (1904). A Treatise on the Analytical Dynamics of Particles and Rigid Bodies. Cambridge University Press. Chapter 1. ISBN 0-521-35883-3.
16. ↑  Joseph Stiles Beggs (1983). Kinematics. Taylor & Francis. p. 1. ISBN 0-89116-355-7.
17. ↑  Thomas Wallace Wright (1896). Elements of Mechanics Including Kinematics, Kinetics and Statics. E and FN Spon. Chapter 1.
18. ↑  See, for example: Russell C. Hibbeler (2009). "Kinematics and kinetics of a particle". Engineering Mechanics: Dynamics (12th ed.). Prentice Hall. p. 298. ISBN 0-13-607791-9., Ahmed A. Shabana (2003). "Reference kinematics". Dynamics of Multibody Systems (2nd ed.). Cambridge University Press. ISBN 978-0-521-54411-5., P. P. Teodorescu (2007). "Kinematics". Mechanical Systems, Classical Models: Particle Mechanics. Springer. p. 287. ISBN 1-4020-5441-6.
19. ↑  A. Biewener (2003). Animal Locomotion. Oxford University Press. ISBN 19850022X.
20. ↑  Joseph-Louis Lagrange, Mécanique analytique (해석 역학), Courcier: 1788. 재출판본: Cambridge University Press, 2009, ISBN 978-1-108-00174-8.
21. ↑  LaValle, Steven M. (2006), "§13.4.4 Hamiltonian mechanics" 보관됨 2008-09-05 - 웨이백 머신, Planning Algorithms, Cambridge University Press, ISBN 978-0-521-86205-9
22. ↑  Raymond A. Serway, John W. Jewett, 대학물리학교재편찬위원회 역, 《대학물리학 II》, 북스힐, 2009년, ISBN 978-89-5526-554-5, 941 -942쪽
23. ↑  ON THE ELECTRODYNAMICS OF MOVING BODIES
24. ↑  What is the experimental basis of Special Relativity?
25. ↑  JOHN R.TAYLOR 외, 강희재 외 역, 《현대물리학》, 교보문고, ISBN 89-7085-543-2, 3쪽
26. ↑  Dyson, F.W.; Eddington, A.S., & Davidson, C.R. (1920). "A Determination of the Deflection of Light by the Sun's Gravitational Field, from Observations Made at the Solar eclipse of May 29, 1919". Phil. Trans. Roy. Soc. A 220 (571-581): 291–333. Bibcode 1920RSPTA.220..291D. doi:10.1098/rsta.1920.0009
27. ↑  김경익, 《대기열역학》, 동화기술, 2010년, ISBN 89-425-1536-3, 12쪽
28. 1 2  김재용, 《환경에너지 공학》, 동화기술, 2009년, ISBN 89-425-1413-8, 37쪽
29. ↑  김경익, 《대기열역학》, 동화기술, 2010년, ISBN 89-425-1536-3, 15쪽
30. ↑  홍영호, 《화학공정계산》, 동화기술, 2007년, ISBN 89-425-1164-3, CHAPTER 4 에너지 수지
31. ↑  Pulves 외, 이광웅 외 역, 생명 생물의 과학, 2006, 교보문고, ISBN 89-7085-516-5, 98-99쪽
32. ↑  이갑용 외, 《일반화학》, 학문사, 1995년, ISBN 89-467-5142-8, 106쪽
33. ↑  로버트 M. 헤이즌 외, 이창희 역, 《과학의 열쇠》, 교양인, 2005년, ISBN 89-955300-6-5, 110-111쪽
34. ↑  JOHN R.TAYLOR 외, 강희재외 역, 《현대물리학》, 교보문고, 2005년, ISBN 89-7085-543-2,162-163쪽
35. ↑  캐런 폭스, 최수홍 역, 《아인슈타인 AtoZ》, 성우, 2005년, ISBN 89-5885-009-4
36. ↑  성라미, 《세상 모든 과학자들의 과학 이야기》, 꿈소담이, 2007년, ISBN 89-5689-417-5, 182-189쪽.
37. ↑  이준회, 《내 손안의 상대성이론》, MJ미디어, 2005년, ISBN 89-7880-128-5, 136-137쪽
38. ↑  유종호, 《103인의 현대사상》, 민음사, 2003년, ISBN 89-374-2298-0, 711-712쪽
39. ↑  합원진 외, 《현대 무기화학》, 동화기술교역, 2002년, ISBN 89-425-0058-7, 28쪽
40. ↑  Bohr, Niels (1928년 4월). The Quantum Postulate and the Recent Development of Atomic Theory. 《Nature》 121: 580–590. doi:10.1038/121580a0.
41. ↑  댄 폴크, 강주헌 역, 《T-셔츠 위의 만물이론》, 휘슬러, 2003년, ISBN 89-90457-02-5, 183-185쪽